# Campionati del mondo di atletica leggera 2022 - Salto in alto maschile
Le gare del salto in alto maschile dei Campionati del mondo di atletica leggera 2022 si sono svolte tra il 15 e il 18 luglio.

## Podio
| Pos.    | Atleta             | Nazionalità   | Prestazione |
| ------- | ------------------ | ------------- | ----------- |
| Oro     | Mutaz Essa Barshim | Qatar         | 2,37 m      |
| Argento | Woo Sang-hyeok     | Corea del Sud | 2,35 m      |
| Bronzo  | Andrij Procenko    | Ucraina       | 2,33 m      |

## Situazione pre-gara

### Record
Prima di questa competizione, il record del mondo (RM) e il record dei campionati (RC) erano i seguenti.
| Record                | Prestazione | Atleta                    | Data                             | Competizione  |
| --------------------- | ----------- | ------------------------- | -------------------------------- | ------------- |
| Record mondiale       | 2,45 m      | Javier Sotomayor Cuba     | 27 luglio 1993 Salamanca, Spagna |               |
| Record dei campionati | 2,41 m      | Bohdan Bondarenko Ucraina | 15 agosto 2013 Mosca, Russia     | Mondiali 2013 |

### Campioni in carica
I campioni in carica a livello mondiale e olimpico erano:
| Campione | Atleta                   | Prestazione | Data                           | Competizione   |
| -------- | ------------------------ | ----------- | ------------------------------ | -------------- |
| Olimpico | Gianmarco Tamberi Italia | 2,37 m      | 1º agosto 2021 Tokyo, Giappone | Olimpiadi 2021 |
| Olimpico | Mutaz Essa Barshim Qatar | 2,37 m      | 1º agosto 2021 Tokyo, Giappone | Olimpiadi 2021 |
| Mondiale | Mutaz Essa Barshim Qatar | 2,37 m      | 4 ottobre 2019 Doha, Qatar     | Mondiali 2019  |

### La stagione
Prima di questa gara, gli atleti con le migliori tre prestazioni dell'anno erano:
| Pos. | Atleta                                    | Prestazione | Data                                         |
| ---- | ----------------------------------------- | ----------- | -------------------------------------------- |
| 1    | Il'ja Ivanjuk Atleti Neutrali Autorizzati | 2,34 m      | 7 giugno 2022 Mosca, Russia                  |
| 2    | Woo Sang-hyeok Corea del Sud              | 2,33 m      | 13 maggio 2022 Doha, Qatar                   |
| 2    | Shelby McEwen Stati Uniti                 | 2,33 m      | 26 giugno 2022 Eugene, Stati Uniti d'America |

## Risultati

### Qualificazioni
Le qualifiche si sono tenute il 15 luglio dalle ore 10:10.

Qualificazione: gli atleti che raggiungono i 2,30 m (Q) o le migliori 12 misure (q) avanzano alla finale.
| Pos | Gruppo | Atleta                | Nazionalità   | 2,17 | 2,21 | 2,25 | 2,28 | Misura | Note |
| --- | ------ | --------------------- | ------------- | ---- | ---- | ---- | ---- | ------ | ---- |
| 1   | A      | Woo Sang-hyeok        | Corea del Sud | o    | o    | o    | o    | 2,28 m | q    |
| 1   | A      | Django Lovett         | Canada        | o    | o    | o    | o    | 2,28 m | q =  |
| 1   | A      | Andrij Procenko       | Ucraina       | o    | o    | o    | o    | 2,28 m | q    |
| 1   | A      | Mutaz Essa Barshim    | Qatar         | o    | -    | o    | o    | 2,28 m | q    |
| 5   | B      | Luis Enrique Zayas    | Cuba          | o    | xo   | o    | o    | 2,28 m | q    |
| 6   | A      | Tomohiro Shinno       | Giappone      | o    | xo   | xo   | o    | 2,28 m | q    |
| 7   | B      | JuVaughn Harrison     | Stati Uniti   | o    | o    | o    | xo   | 2,28 m | q    |
| 8   | B      | Yonathan Kapitolnik   | Israele       | o    | xo   | o    | xo   | 2,28 m | q    |
| 9   | B      | Joel Baden            | Australia     | o    | o    | o    | xxo  | 2,28 m | q    |
| 9   | A      | Shelby McEwen         | Stati Uniti   | o    | o    | o    | xxo  | 2,28 m | q    |
| 11  | B      | Gianmarco Tamberi     | Italia        | o    | o    | xxo  | xxo  | 2,28 m | q    |
| 12  | B      | Edgar Rivera          | Messico       | o    | o    | o    | xxx  | 2,25 m | q    |
| 12  | B      | Mateusz Przybylko     | Germania      | o    | o    | o    | xxx  | 2,25 m | q    |
| 14  | B      | Hamish Kerr           | Nuova Zelanda | o    | xo   | o    | xxx  | 2,25 m |      |
| 15  | B      | Oleh Doroshchuk       | Ucraina       | o    | o    | xo   | xxx  | 2,25 m |      |
| 16  | A      | Marco Fassinotti      | Italia        | xo   | xo   | xo   | xxx  | 2,25 m |      |
| 17  | A      | Thomas Carmoy         | Belgio        | o    | xo   | xxo  | xxx  | 2,25 m |      |
| 18  | B      | Thiago Moura          | Brasile       | o    | xxo  | xxo  | xxx  | 2,25 m |      |
| 19  | B      | Ryoichi Akamatsu      | Giappone      | o    | o    | xxx  |      | 2,21 m |      |
| 19  | A      | Tobias Potye          | Germania      | o    | o    | xxx  |      | 2,21 m |      |
| 21  | A      | Carlos Layoy          | Argentina     | o    | xo   | xxx  |      | 2,21 m | =    |
| 22  | A      | Loïc Gasch            | Svizzera      | xo   | xo   | xxx  |      | 2,21 m |      |
| 23  | B      | Donald Thomas         | Bahamas       | o    | xxo  | xxx  |      | 2,21 m |      |
| 23  | B      | Joel Clarke-Khan      | Gran Bretagna | o    | xxo  | xxx  |      | 2,21 m |      |
| 25  | B      | Darius Carbin         | Stati Uniti   | o    | xxx  |      |      | 2,17 m |      |
| 26  | A      | Yual Reath            | Australia     | xxo  | xxx  |      |      | 2,17 m |      |
| -   | A      | Norbert Kobielski     | Polonia       | xr   |      |      |      | nm     |      |
| -   | A      | Nauraj Singh Randhawa | Malaysia      | xxx  |      |      |      | nm     |      |
| -   | A      | Majd Eddin Ghazal     | Siria         |      |      |      |      | dns    |      |

### Finale
La finale si è svolta il 18 luglio alle 17:45.
| Pos     | Atleta              | Nazionalità   | 2,19 | 2,24 | 2,27 | 2,30 | 2,33 | 2,35 | 2,37 | 2,39 | 2,42 | Misura | Note                                     |
| ------- | ------------------- | ------------- | ---- | ---- | ---- | ---- | ---- | ---- | ---- | ---- | ---- | ------ | ---------------------------------------- |
| Oro     | Mutaz Essa Barshim  | Qatar         | -    | o    | o    | o    | o    | o    | o    | -    | x    | 2,37 m | Miglior prestazione mondiale stagionale  |
| Argento | Woo Sang-hyeok      | Corea del Sud | o    | o    | o    | o    | xxo  | xo   | x-   | xx   |      | 2,35 m | Record nazionale                         |
| Bronzo  | Andrij Procenko     | Ucraina       | xo   | o    | xxo  | o    | o    | xx-  | x    |      |      | 2,33 m | Miglior prestazione personale stagionale |
| 4       | Gianmarco Tamberi   | Italia        | o    | o    | o    | xxo  | xo   | xxx  |      |      |      | 2,33 m | Miglior prestazione personale stagionale |
| 5       | Shelby McEwen       | Stati Uniti   | o    | o    | o    | o    | xx-  | x    |      |      |      | 2,30 m |                                          |
| 6       | Django Lovett       | Canada        | o    | o    | o    | xxx  |      |      |      |      |      | 2,27 m |                                          |
| 6       | Luis Enrique Zayas  | Cuba          | o    | o    | o    | xxx  |      |      |      |      |      | 2,27 m |                                          |
| 8       | Tomohiro Shinno     | Giappone      | xo   | xo   | o    | xxx  |      |      |      |      |      | 2,27 m |                                          |
| 9       | JuVaughn Harrison   | Stati Uniti   | o    | o    | xo   | xxx  |      |      |      |      |      | 2,27 m |                                          |
| 10      | Joel Baden          | Australia     | o    | xo   | xo   | xxx  |      |      |      |      |      | 2,27 m |                                          |
| 11      | Yonathan Kapitolnik | Israele       | o    | o    | xxx  |      |      |      |      |      |      | 2,24 m |                                          |
| 12      | Mateusz Przybylko   | Germania      | o    | xxo  | xxx  |      |      |      |      |      |      | 2,24 m |                                          |
| 13      | Edgar Rivera        | Messico       | xo   | xxx  |      |      |      |      |      |      |      | 2,19 m |                                          |